# ネック・ハンギング・ツリー
ネック・ハンギング・ツリー（Neck Hanging Tree）は、プロレス技の一種である。

## 概要
相対した相手の首を両手で掴み、相手の体を宙に吊り上げて頸部を圧迫する。首を締めているわけではないので反則にはならないが、吊り上げられる重力で親指が喉に食い込む形になる。その後にマットに叩きつけられる際のダメージも大きい。

## 使い手
パワーと上背のあるレスラーが得意技としており、ビル・ミラー、ドン・レオ・ジョナサン、ゴリラ・モンスーン、グリズリー・スミス、ルーク・ブラウン、スタン・フレイジャー、ブラックジャック・マリガン、ザ・ハングマン、アンジェロ・モスカ、カマラ、アダム・ボム、クルガン、さらにはブレイク前のブルーザー・ブロディやハルク・ホーガンなどの超大型レスラーが、自身の巨体と怪力を誇示する目的でよく使用していた。ニコライ・ボルコフは片手で相手の首を掴んで吊り上げる怪力ぶりを見せつけた。日本ではアーニー・ラッドの得意技として知られ、新日本プロレス参戦時にはアントニオ猪木から勝利を収めている。日本人レスラーでは坂口征二が使用していた。

## 派生技
ハングマンズ・ホールド
相手と背中合わせになった状態で後ろから両腕を回して相手の首を掴み、そのまま肩口に相手の頭を乗せて体を前傾させ、カナディアン・バックブリーカーの要領で担ぎ上げて頸部を圧迫する。絞首刑における首吊りを想起させることから、技をかける腕を首吊り縄 (Noose) に見立てて、ハングマンズ・ヌースとも呼ばれる。ハングマンズ・ネックブリーカー、ハンギング・ネックブリーカー、もしくは単にハングマンと呼称される場合もある。
元祖はイタリア出身レスラーのバロン・レオーネとされており、日本ではブッチャー・バションが初公開している。以降、ワイルド・アンガス、ザ・ハングマン、ザ・ウルフマン、デビッド・シュルツ、デニス・ナイトなどの大型レスラーが自身の怪力を誇示する技として使用しており、ロード・ウォリアー・ホークはジミー・ガービンからギブアップを奪っている。軽量級レスラーでは、初代ブラック・タイガーの "ローラーボール" マーク・ロコが使用していた。
ネック・ハンギング・ボム
ネック・ハンギング・ツリーの要領で相手を持ち上げ、開脚ジャンプして尻餅をつきながら相手を背中からマットに叩きつける。主な使い手はマシュー・ブルーム（ボルドー・ボムの名称で使用）、TARU（Tクラッシュの名称で使用）など。